# Полунорма
Полунорма или преднорма — обобщение понятия норма; в отличие от последней, полунорма может равняться нулю на ненулевых элементах пространства.

## Определение
Полунормой называется неотрицательная функция {\displaystyle p\colon L\to \mathbb {R} }, в линейном пространстве {\displaystyle L} над полем вещественных или комплексных чисел, удовлетворяющая следующим условиям:
1. Абсолютная однородность: {\displaystyle p(\alpha x)=|\alpha |p(x)} для любого скаляра {\displaystyle \alpha }
2. Неравенство треугольника: {\displaystyle p(x+y)\leqslant p(x)+p(y)} для всех {\displaystyle x,y\in L}

Пространство {\displaystyle {(L,\;p)}} называется полунормированным пространством.

## Свойства
- {\displaystyle p(0)=0}

Это свойство следует из первого условия определения и равенства {\displaystyle 0_{\mathbb {R} }\cdot 0_{L}=0_{L}}, здесь первый нуль принадлежит полю вещественных или комплексных чисел, а второй и третий — пространству {\displaystyle L}:
{\displaystyle p(0_{L})=p(0_{\mathbb {R} }\cdot 0_{L})=|0_{\mathbb {R} }|\cdot p(0_{L})=0_{\mathbb {R} }} (где {\displaystyle 0_{L}=0_{\mathbb {R} }\cdot 0_{L}} следует из линейности {\displaystyle L})
- {\displaystyle p(x)=p(-x)}

Это свойство также получается из первого условия при {\displaystyle \alpha =-1}.
- {\displaystyle p(x)\geqslant 0}

Если предположить существование такого {\displaystyle x^{*}}, что {\displaystyle p(x^{*})<0}, то из первого условия определения следует, что и {\displaystyle p(-x^{*})<0}. Воспользовавшись вторым условием, {\displaystyle p(0)=p(x^{*}-x^{*})\leqslant p(x^{*})+p(-x^{*})<0} получаем противоречие с первым свойством.